# Мурманск-БН

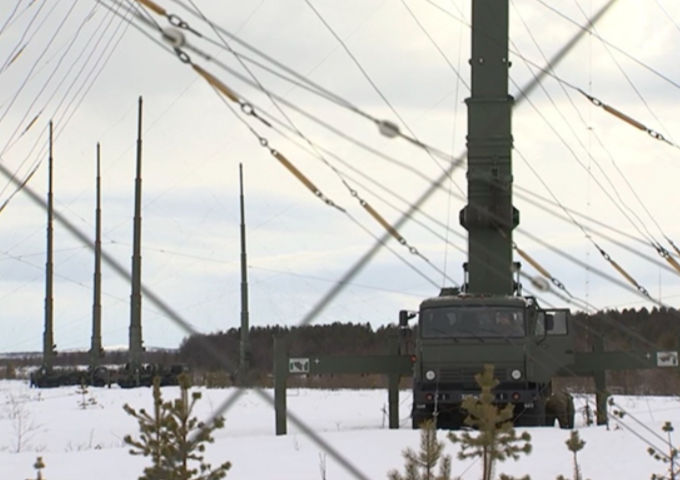
Комплекс РЭБ Мурманск-БН на учениях Северного флота

Мурманск-БН — коротковолновый береговой комплекс радиоэлектронной борьбы. Комплекс ведёт радиоразведку, перехват сигналов противника и их подавление по всему коротковолновому диапазону на дальностях до 5000 км. Поступление комплекса в войска (Северный флот) — декабрь 2014 года.
Комплекс смонтирован на семи автомобилях КАМАЗ. Антенный комплекс монтируется на четырёх телескопических опорах высотой до 32 метров. Нормативное время развёртывания 72   часа. Комплекс способен обнаруживать и пеленговать типовые средства коротковолновой (КВ) радиосвязи и создавать помехи линиям КВ радиосвязи в оперативно-стратегических и оперативно-тактических звеньях управления противника.
В 2017 году комплекс поступил в Крым на вооружение 475-го центра радиоэлектронной борьбы Черноморского флота и был развёрнут на мысе Фиолент в Севастополе. В конце 2018 года комплекс «Мурманск-БН» поступил на вооружение в 841-й отдельный центр РЭБ Балтийского флота в Калининградской области.